# Paul Francis Webster
Pour les articles homonymes, voir Webster.
 (mars 2025).
La mise en forme du texte ne suit pas les recommandations de Wikipédia : il faut le « wikifier ».
Les points d'amélioration suivants sont les cas les plus fréquents. Le détail des points à revoir est peut-être précisé sur la page de discussion.
- Les titres sont pré-formatés par le logiciel. Ils ne sont ni en capitales, ni en gras.
- Le texte ne doit pas être écrit en capitales (les noms de famille non plus), ni en gras, ni en italique, ni en « petit »…
- Le gras n'est utilisé que pour surligner le titre de l'article dans l'introduction, une seule fois.
- L'italique est rarement utilisé : mots en langue étrangère, titres d'œuvres, noms de bateaux, etc.
- Les citations ne sont pas en italique mais en corps de texte normal. Elles sont entourées par des guillemets français : « et ».
- Les listes à puces sont à éviter, des paragraphes rédigés étant largement préférés. Les tableaux sont à réserver à la présentation de données structurées (résultats, etc.).
- Les appels de note de bas de page (petits chiffres en exposant, introduits par l'outil «  Source ») sont à placer entre la fin de phrase et le point final[comme ça].
- Les liens internes (vers d'autres articles de Wikipédia) sont à choisir avec parcimonie. Créez des liens vers des articles approfondissant le sujet. Les termes génériques sans rapport avec le sujet sont à éviter, ainsi que les répétitions de liens vers un même terme.
- Les liens externes sont à placer uniquement dans une section « Liens externes », à la fin de l'article. Ces liens sont à choisir avec parcimonie suivant les règles définies. Si un lien sert de source à l'article, son insertion dans le texte est à faire par les notes de bas de page.
- La présentation des références doit suivre les conventions bibliographiques. Il est recommandé d'utiliser les modèles {{Ouvrage}}, {{Chapitre}}, {{Article}}, {{Lien web}} et/ou {{Bibliographie}}. Le mode d'édition visuel peut mettre en forme automatiquement les références.
- Insérer une infobox (cadre d'informations à droite) n'est pas obligatoire pour parachever la mise en page.

Pour une aide détaillée, merci de consulter Aide:Wikification.
Si vous pensez que ces points ont été résolus, vous pouvez retirer ce bandeau et améliorer la mise en forme d'un autre article.
Paul Francis Webster ou Paul Webster, né le 20 décembre 1907 à New York et mort le 18 mars 1984 à Beverly Hills, est un parolier américain qui a principalement écrit pour le théâtre et le cinéma.

## Distinctions
Il a été nommé seize fois et a obtenu trois Oscars de la meilleure chanson originale de l'Academy of Motion Picture Arts and Sciences.
Sa chanson The Shadow of Your Smile a été doublement récompensée (Oscar 1965 et Grammy 1966).
Paul Francis Webster est inscrit depuis 1972 au Songwriters Hall of Fame.

### Récompenses
- Oscars de la meilleure chanson originale de l'Academy of Motion Picture Arts and Sciences :
  - 1953 : Secret Love (en), musique de Sammy Fain, du film La Blonde du Far-West (Calamity Jane),
  - 1955 : Love is a Many-Splendored Thing (en), musique de Sammy Fain, du film La Colline de l'adieu (Love Is a Many-Splendored Thing),
  - 1965 : The Shadow of Your Smile, musique de Johnny Mandel, du film Le Chevalier des sables (The Sandpiper).
- Grammy Award 1966 : « chanson de l'année » (Song of the Year) pour The Shadow of Your Smile, musique de Johnny Mandel, interprétée par Tony Bennett.

## Parmi ses grands succès[1]
1. 1953 : Secret Love (en), musique de Sammy Fain, interprété par Doris Day dans le film La Blonde du Far-West (Calamity Jane) de David Butler, avec Doris Day et Howard Keel
— La mélodie a été organisée pour deux accordéons et ensemble d'orchestre de jazz par John Serry Sr.. Il l'a enregistré sur son album Squeeze Play (Dot Records # DLP-3024) en 1956[2]
2. 1955 : Love is a Many-Splendored Thing (en), musique de Sammy Fain, interprété par des chœurs dans le film La Colline de l'adieu (Love Is a Many-Splendored Thing) d'Henry King, avec Jennifer Jones et William Holden
— Reprise par Frank Sinatra, Ringo Starr...
— Adaptation française par René Rouzaud sous le titre La Plus Belle Chose au monde (Rien n'est plus beau), interprétée par Luis Mariano, Armand Mestral... (1956)
— Reprise par Claude François, Shake...
3. 1956 : Giant (This Then Is Texas), musique de Dimitri Tiomkin, interprété par des chœurs dans le film Géant (Giant) de George Stevens, avec Elizabeth Taylor, Rock Hudson et James Dean
4. 1956 : Friendly Persuasion (en) (Thee I Love), musique de Dimitri Tiomkin, interprété par Pat Boone dans le film La Loi du Seigneur (Friendly Persuasion) de William Wyler, avec Gary Cooper, Dorothy McGuire et Anthony Perkins
— Reprise par Anthony Perkins (1957), Aretha Franklin (1969)
5. 1957 : A Farewell to Arms (Love theme), musique de Mario Nascimbene, interprété par Gale Storm dans le film L'Adieu aux armes (A Farewell to Arms) de Charles Vidor et John Huston, avec Rock Hudson et Jennifer Jones
6. 1957 : Boy on a Dolphin, adaptation musicale d'Hugo Friedhofer d'après l’œuvre originale de Takis Morakis (Ti 'ne Afto Pou To Lene Agapi), interprétée par Mary Kaye[3] dans le film Ombres sous la mer (Boy on a Dolphin) de Jean Negulesco, avec Alan Ladd et Sophia Loren
— Reprise par Anthony Perkins (1958)
— Adaptation française par Pierre Delanoë sous le titre Ombre sous la mer, interprétée par Gloria Lasso (1957), Michèle Arnaud et Renée Lebas (1958)
7. 1958 : A Certain Smile (en), musique de Sammy Fain, interprété par Johnny Mathis dans le film Un certain sourire (A Certain Smile) de Jean Negulesco, avec Rossano Brazzi, Joan Fontaine et Christine Carère
— Adaptation française par Hubert Ithier et André Salvet[4] sous le titre Un certain sourire, interprétée par Henri Salvador (1959), Michel Louvain (1960)
— Reprise en anglais par Astrud Gilberto (1966)
8. 1960 : The Green Leaves of Summer, musique de Dimitri Tiomkin, interprété par des chœurs dans le film Alamo (The Alamo) de John Wayne, avec John Wayne et Richard Widmark
— Adaptation française par Henri Contet sous le titre Le Bleu de l'été, interprétée par Les Compagnons de la chanson, Michèle Arnaud (1961)
9. 1961 : The Falcon and The Dove (Love Theme), musique de Miklós Rózsa, interprété par des chœurs dans le film Le Cid (El Cid) d'Anthony Mann, avec Charlton Heston et Sophia Loren
— Adaptation française par Raymond Mamoudy sous le titre Pour toi, Chimène
10. 1962 : Tender Is the Night, musique de Sammy Fain, interprété par des chœurs dans le film Tendre est la nuit (Tender Is the Night) d'Henry King, avec Jennifer Jones, Jason Robards et Joan Fontaine
— Adaptation française par Raymond Mamoudy sous le titre Si tendre est la nuit, interprétée par Luis Mariano
11. 1965 : The Shadow of Your Smile, musique de Johnny Mandel, interprété par des chœurs dans le film Le Chevalier des sables (The Sandpiper) de Vincente Minnelli, avec Elizabeth Taylor et Richard Burton
— Reprise par Astrud Gilberto, Tony Bennett, Frank Sinatra, Bobby Darin... (1965)
— Adaptation française par Eddy Marnay sous le titre Le Sourire de mon amour, interprétée Juliette Gréco (1966)
12. 1965 : Lara's Theme ou Somewhere, My Love (en), musique de Maurice Jarre, version orchestrale dans le film Le Docteur Jivago (Doctor Zhivago) de David Lean, avec Omar Sharif, Julie Christie et Géraldine Chaplin
— Version chantée interprétée par Connie Francis (1966)
— Adaptation française par Hubert Ithier sous le titre La Chanson de Lara, interprétée par Les Compagnons de la chanson, John William, Tino Rossi... (1965)